# 铁西街道 (勃利县)
铁西街道，是中华人民共和国黑龙江省七台河市勃利县下辖的一个乡镇级行政单位。

## 行政区划
铁西街道下辖以下地区：
新北社区和金叶社区。